# Chenonetta
Chenonetta este un gen din familia rațelor (Anatidae) din ordinul Anseriformes, răspândit în Australia și Noua Zeelandă. Genul include două specii, dintre care una este dispărută.

## Specii
- Chenonetta jubata
- Chenonetta jubata – extinctă, 1870